# Ceratogomphus triceraticus
Ceratogomphus triceraticus — вид бабок родини дідки, один з двох видів роду Ceratogomphus, поширений у Південній Африці. Уперше описаний Борисом Балінським. Тіло темне, черевце в жовтих перепасках, 8-й членик його розширений. Ендемік Південно-Африканської Республіки, поширений у Західнокапській провінції, проте трапляється дуже рідко.

## Опис
Довжина тіла складає 5,7-5,8 см. Довжина заднього крила — 3,25-3,3 см. На грудях насичено-жовті та коричневі смуги. Черевце в темнобрунатних і жовтих смугах. 8-й сегмент черевця сильно розширений, жовтуватий. Крила прозорі, зеленуваті; вічко чорне, велике, до 4 мм. Самки більш яскравого забарвлення.
Личинка потужна, її тіло вкрите мікроскопічними волосками. Довші волоски розташовані на голові, ногах та по боках черевця. На відміну від інших видів дідок личинка не має специфічних утворів. Голова ширша за довжину. Вічок три. Кінцевий членик маски опуклий. Антени 4-членикові, причому 3-й сегмент найдовший, а 4-й — дуже маленький. Передні й середні лапки 2-членикові, задні — 3-членикові. Черевце товсте, найширшим є на 5-му сегменті.
Схожий вид: C. pictus.

## Спосіб життя
Личинки розвиваються у мілких широких струмках. Поширені на висотах від 1200 до 1600 м н. р. м.
Бабки трапляються з листопада до квітня. Дуже добре літають, зависають у повітрі. У польоті виглядають темними.